# خوانمي هيريديرو
خوانمي هيريديرو (بالإسبانية: Juanmi García) (9 مارس 1971 بكارتاخينا في إسبانيا - ) هو لاعب كرة قدم إسباني في مركز حراسة المرمى. شارك مع منتخب إسبانيا تحت 20 سنة لكرة القدم ومنتخب إسبانيا تحت 21 سنة لكرة القدم ومنتخب إسبانيا تحت 23 سنة لكرة القدم ومنتخب إسبانيا لكرة القدم. أما مع النوادي، فقد لعب مع خيمناستيك طركونة وديبورتيفو لاكورونيا وريال سرقسطة وريال مدريد كاستيا وريال مدريد وريال مورسيا ونادي كارتاخينا وCartagena FC ‏.

## روابط خارجية
- خوانمي هيريديرو على موقع قاعدة بيانات كرة القدم.إي يو (الإنجليزية)
- خوانمي هيريديرو على موقع ناشيونال فوتبول تيمز (الإنجليزية)